# Ritual in Transfigured Time
Ritual in Transfigured Time è un cortometraggio sperimentale muto del 1946 diretto da Maya Deren, definito dallo storico del cinema Paul Adams Sitney "trance-film".